# Fotballklubben Haugesund 2011
Questa voce raccoglie le informazioni riguardanti il Fotballklubben Haugesund nelle competizioni ufficiali della stagione 2011.

## Stagione
Lo Haugesund raggiunse il 6º posto finale in classifica, sfiorando anche la qualificazione nelle coppe europee. La formazione arrivò con 2 punti di ritardo sul Rosenborg, che agguantò la terza posizione utile per accedere all'Europa League.
Vegard Skjerve e Alexander Søderlund furono i calciatori più utilizzati in stagione, con 33 presenze: saltarono un solo incontro ufficiale dello Haugesund. Il miglior marcatore in campionato fu Nikola Đurđić con 12 reti. Søderlund fu il calciatore più prolifico includendo anche gli incontri di coppa, con 15 gol. Đurđić ricevette anche il premio Kniksen come attaccante dell'anno.

## Maglie e sponsor
Lo sponsor tecnico per la stagione 2011 fu Umbro, mentre lo sponsor ufficiale fu Sparebanken Vest. La divisa casalinga era completamente bianca, con inserti blu. Quella da trasferta era invece blu, con inserti bianchi.
| Casa | Trasferta |

## Rosa
| N. |                         | Ruolo | Calciatore             |
| -- | ----------------------- | ----- | ---------------------- |
| 1  | Norvegia (bandiera)     | P     | Per Morten Kristiansen |
| 2  | Norvegia (bandiera)     | D     | Joakim Våge Nilsen     |
| 3  | Francia (bandiera)      | D     | Derek Décamps          |
| 3  | Norvegia (bandiera)     | D     | Tom Erik Nordberg      |
| 4  | Canada (bandiera)       | D     | Chris Poźniak          |
| 5  | Norvegia (bandiera)     | C     | Trygve Nygaard         |
| 6  | Norvegia (bandiera)     | A     | Thomas Sørum           |
| 7  | Islanda (bandiera)      | C     | Andrés Már Jóhannesson |
| 7  | Norvegia (bandiera)     | C     | Morten Bådsvik         |
| 7  | Norvegia (bandiera)     | C     | Andreas Tomren Stave   |
| 8  | Danimarca (bandiera)    | C     | Jacob Sørensen         |
| 9  | Norvegia (bandiera)     | A     | Alexander Søderlund    |
| 10 | Sierra Leone (bandiera) | C     | Umaru Bangura          |
| 11 | Norvegia (bandiera)     | C     | Tor Arne Andreassen    |
| 12 | Norvegia (bandiera)     | P     | Lars Øvernes           |

| N. |                      | Ruolo | Calciatore            |
| -- | -------------------- | ----- | --------------------- |
| 13 | Norvegia (bandiera)  | C     | Eirik Mæland          |
| 14 | Norvegia (bandiera)  | C     | Jarle Steinsland      |
| 15 | Norvegia (bandiera)  | D     | Ole Kristian Kråkmo   |
| 16 | Nigeria (bandiera)   | C     | Ugonna Anyora         |
| 18 | Norvegia (bandiera)  | D     | Vegard Skjerve        |
| 19 | Norvegia (bandiera)  | C     | Kristoffer Haraldseid |
| 20 | Finlandia (bandiera) | C     | Juska Savolainen      |
| 21 | Norvegia (bandiera)  | C     | Eirik Ulland Andersen |
| 22 | Norvegia (bandiera)  | A     | Sten Ove Eike         |
| 23 | Brasile (bandiera)   | C     | Daniel Bamberg        |
| 25 | Norvegia (bandiera)  | D     | Are Tronseth          |
| 26 | Norvegia (bandiera)  | C     | Fredrik Deilkås       |
| 28 | Norvegia (bandiera)  | A     | Lars Hansen           |
| 30 | Norvegia (bandiera)  | P     | Helge Sandvik         |
| 44 | Serbia (bandiera)    | A     | Nikola Đurđić         |

## Calciomercato

### Sessione invernale(dal 01/01 al 31/03)
| Acquisti | Acquisti            | Acquisti       | Acquisti   |
| R.       | Nome                | da             | Modalità   |
| -------- | ------------------- | -------------- | ---------- |
| D        | Ole Kristian Kråkmo | Ranheim        | definitivo |
| D        | Tom Erik Nordberg   | Rosenborg      | prestito   |
| C        | Daniel Bamberg      | svincolato     |            |
| C        | Umaru Bangura       | Hønefoss       | definitivo |
| A        | Alexander Søderlund | Vard Haugesund | definitivo |

| Cessioni | Cessioni               | Cessioni | Cessioni   |
| R.       | Nome                   | a        | Modalità   |
| -------- | ---------------------- | -------- | ---------- |
| P        | Beau Molenaar          |          | svincolato |
| D        | Rok Elsner             |          | svincolato |
| D        | Allan Arenfeldt Olesen |          | svincolato |
| C        | Martin Christensen     |          | svincolato |
| C        | Dag Roar Ørsal         |          | svincolato |
| A        | Victorien Djedje       |          | svincolato |
| A        | John Pelu              |          | svincolato |

### Sessione estiva(dal 01/08 al 31/08)
| Acquisti | Acquisti               | Acquisti       | Acquisti   |
| R.       | Nome                   | da             | Modalità   |
| -------- | ---------------------- | -------------- | ---------- |
| P        | Helge Sandvik          | Vard Haugesund | prestito   |
| D        | Derek Décamps          | svincolato     |            |
| C        | Andrés Már Jóhannesson | Fylkir         | definitivo |

| Cessioni | Cessioni          | Cessioni    | Cessioni      |
| R.       | Nome              | a           | Modalità      |
| -------- | ----------------- | ----------- | ------------- |
| D        | Tom Erik Nordberg | Rosenborg   | fine prestito |
| C        | Jacob Sørensen    | Vejle       | definitivo    |
| A        | Sten Ove Eike     | Sandefjord  | definitivo    |
| A        | Thomas Sørum      | Helsingborg | definitivo    |

## Risultati

### Tippeligaen

#### Girone di andata
| Arbitro: | Hafsås |

|                         |           |  |
| Drage 50’ Rushfeldt 90’ | Marcatori |  |

| Arbitro: | Johnsen |

|                                                            |           |                             |
| Sørensen 19’ Sørum 48’ Jonvik 60’ (aut.) Đurđić 67’ (rig.) | Marcatori | 78’ Hansen 81’ J. Jørgensen |

| Arbitro: | Sandmoen |

|              |           |  |
| Phillips 19’ | Marcatori |  |

| Arbitro: | Edvartsen (Hamar) |

|                         |           |                                         |
| Sørum 8’, 9’ Mæland 26’ | Marcatori | 1’ Mjelde 35’ (rig.) Ojo 39’ Guastavino |

| Arbitro: | Sælen (Bergen) |

|                                                |           |  |
| Sigurðarson 26’ Ujah 56’, 60’ Igiebor 79’, 86’ | Marcatori |  |

| Arbitro: | Hafsås |

|                                        |           |                                  |
| Søderlund 40’, 58’ (rig.) Nordberg 81’ | Marcatori | 1’ Gunnarsson 25’, 36’ Ollé Ollé |

| Arbitro: | Hagen (Grue) |

|  |           |           |
|  | Marcatori | 53’ Sørum |

| Arbitro: | Skjerven (Kaupanger) |

|              |           |               |
| Nordberg 20’ | Marcatori | 6’ Strandberg |

| Arbitro: | Kjensli |

|                 |           |  |
| Elyounoussi 83’ | Marcatori |  |

| Arbitro: | Johansen |

|                                                                |           |  |
| Søderlund 7’ Diouf 22’ (aut.) Sørum 39’, 51’ Đurđić 59’ (rig.) | Marcatori |  |

| Arbitro: | Øvrebø (Oslo) |

|                       |           |  |
| Bamberg 2’ Đurđić 55’ | Marcatori |  |

| Arbitro: | Sælen (Bergen) |

|                               |           |              |
| Halvorsen 9’, 38’ Solheim 24’ | Marcatori | 4’ Søderlund |

| Arbitro: | Sælen (Bergen) |

|             |           |  |
| Bamberg 24’ | Marcatori |  |

| Arbitro: | Øvrebø (Oslo) |

|                                            |           |          |
| Vilsvik 52’ Andersen 89’ Kamara 90’ (rig.) | Marcatori | 9’ Sørum |

| Arbitro: | Berntsen (Vang) |

|                               |           |            |
| Đurđić 33’ (rig.) Bamberg 55’ | Marcatori | 37’ Brenne |

#### Girone di ritorno
| Arbitro: | Døvle |

|                            |           |                |
| Chima 12’ Moström 15’, 63’ | Marcatori | 78’ Andreassen |

| Arbitro: | Sandmoen |

|                                                 |           |  |
| Bamberg 3’ Poźniak 21’ Đurđić 40’ Søderlund 75’ | Marcatori |  |

| Arbitro: | Døvle |

|  |           |                                            |
|  | Marcatori | 16’ Sørum 54’ Andreassen 86’ (rig.) Đurđić |

| Arbitro: | Sælen (Bergen) |

|             |           |                                    |
| Dreshaj 89’ | Marcatori | 32’, 41’, 44’ Søderlund 36’ Đurđić |

| Arbitro: | Johansen |

|                       |           |                        |
| Sørum 64’ Bamberg 68’ | Marcatori | 4’ Moldskred 20’ Prica |

| Arbitro: | Hafsås |

|                               |           |                         |
| Singh 25’ Ogude 50’ Berre 57’ | Marcatori | 44’ Søderlund 89’ Sørum |

| Arbitro: | Hagen (Grue) |

|                           |           |  |
| Andreassen 63’ Đurđić 76’ | Marcatori |  |

| Arbitro: | Berntsen (Vang) |

|         |           |  |
| Ojo 83’ | Marcatori |  |

| Arbitro: | Hafsås |

|             |           |  |
| Bangura 54’ | Marcatori |  |

| Arbitro: | Sælen (Bergen) |

|               |           |                   |
| Danielsen 57’ | Marcatori | 90’ (rig.) Đurđić |

| Arbitro: | Kjensli |

|                                      |           |                             |
| Søderlund 12’ Bamberg 42’ Đurđić 53’ | Marcatori | 29’ Elyounoussi 35’ Hussain |

| Arbitro: | Edvartsen (Hamar) |

|            |           |  |
| Børven 50’ | Marcatori |  |

| Arbitro: | Skjerven (Kaupanger) |

|                   |           |              |
| Đurđić 79’ (rig.) | Marcatori | 51’ Koppinen |

| Arbitro: | Staberg |

|          |           |                           |
| Ondo 89’ | Marcatori | 34’ Bamberg 58’ Søderlund |

| Arbitro: | Øvrebø (Oslo) |

|                                                                    |           |             |
| Kamara 35’ (aut.) Andreassen 39’ Mæland 43’ Đurđić 67’ Bamberg 79’ | Marcatori | 8’ Johansen |

#### Coppa di Norvegia
| Arbitro: | Voll |

|  |           |                                                                                      |
|  | Marcatori | 3’, 62’, 90’, 90’ Andersen 25’, 36’ Søderlund 41’, 44’ Sørum 66’ Anyora 87’ Sørensen |

| Arbitro: | Hauge |

|  |           |                                      |
|  | Marcatori | 55’ Søderlund 72’ Andersen 90’ Stave |

| Arbitro: | Johansen |

|                               |           |                                                                 |
| Andersen 22’, 53’ Norberg 55’ | Marcatori | 12’ Đurđić 41’ Sørum 49’ Nordberg 74’ Søderlund 90’ (rig.) Eike |

| Arbitro: | Edvartsen (Hamar) |

|                                 |           |                                |
| Bamberg 18’ Skogseid 23’ (rig.) | Marcatori | 45’ Sæternes 89’, 100’ Nevland |

## Statistiche

### Statistiche di squadra
| Competizione      | Punti | In casa | In casa | In casa | In casa | In casa | In casa | In trasferta | In trasferta | In trasferta | In trasferta | In trasferta | In trasferta | Totale | Totale | Totale | Totale | Totale | Totale | DR  |
| Competizione      | Punti | G       | V       | N       | P       | Gf      | Gs      | G            | V            | N            | P            | Gf           | Gs           | G      | V      | N      | P      | Gf     | Gs     | DR  |
| ----------------- | ----- | ------- | ------- | ------- | ------- | ------- | ------- | ------------ | ------------ | ------------ | ------------ | ------------ | ------------ | ------ | ------ | ------ | ------ | ------ | ------ | --- |
| Tippeligaen       | 47    | 15      | 10      | 4       | 1       | 39      | 17      | 15           | 4            | 1            | 10           | 16           | 26           | 30     | 14     | 6      | 10     | 55     | 43     | +12 |
| Coppa di Norvegia | -     | 1       | 0       | 0       | 1       | 2       | 3       | 3            | 3            | 0            | 0            | 18           | 3            | 4      | 3      | 0      | 1      | 20     | 6      | +14 |
| Totale            | -     | 16      | 10      | 4       | 2       | 41      | 20      | 18           | 7            | 1            | 10           | 34           | 29           | 34     | 17     | 6      | 11     | 75     | 49     | +26 |

### Statistiche dei giocatori
| Giocatore      | Tippeligaen | Tippeligaen | Tippeligaen | Tippeligaen | Coppa di Norvegia | Coppa di Norvegia | Coppa di Norvegia | Coppa di Norvegia | Totale   | Totale | Totale      | Totale     |
| Giocatore      | Presenze    | Reti        | Ammonizioni | Espulsioni  | Presenze          | Reti              | Ammonizioni       | Espulsioni        | Presenze | Reti   | Ammonizioni | Espulsioni |
| -------------- | ----------- | ----------- | ----------- | ----------- | ----------------- | ----------------- | ----------------- | ----------------- | -------- | ------ | ----------- | ---------- |
| E. Andersen    | 10          | 0           | 0           | 0           | 3                 | 5                 | 0                 | 0                 | 13       | 5      | 0           | 0          |
| T. Andreassen  | 22          | 4           | 2           | 0           | 3                 | 0                 | 0                 | 0                 | 25       | 4      | 2           | 0          |
| U. Anyora      | 25          | 0           | 3           | 0           | 4                 | 0                 | 0                 | 0                 | 29       | 0      | 3           | 0          |
| M. Bådsvik     | 0           | 0           | 0           | 0           | 1                 | 0                 | 0                 | 0                 | 1        | 0      | 0           | 0          |
| D. Bamberg     | 28          | 8           | 1           | 0           | 3                 | 1                 | 0                 | 0                 | 31       | 9      | 1           | 0          |
| U. Bangura     | 24          | 1           | 3           | 1           | 4                 | 0                 | 0                 | 0                 | 28       | 1      | 3           | 1          |
| D. Décamps     | 6           | 0           | 1           | 0           | 0                 | 0                 | 0                 | 0                 | 6        | 0      | 1           | 0          |
| F. Deilkås     | 1           | 0           | 0           | 0           | 1                 | 0                 | 0                 | 0                 | 2        | 0      | 0           | 0          |
| N. Đurđić      | 27          | 12          | 3           | 0           | 2                 | 1                 | 1                 | 0                 | 29       | 13     | 4           | 0          |
| S. Eike        | 7           | 0           | 0           | 0           | 3                 | 1                 | 0                 | 0                 | 10       | 1      | 0           | 0          |
| L. Hansen      | 1           | 0           | 0           | 0           | 0                 | 0                 | 0                 | 0                 | 1        | 0      | 0           | 0          |
| K. Haraldseid  | 8           | 0           | 0           | 0           | 1                 | 0                 | 0                 | 0                 | 9        | 0      | 0           | 0          |
| A. Jóhannesson | 7           | 0           | 2           | 0           | 0                 | 0                 | 0                 | 0                 | 7        | 0      | 2           | 0          |
| O. Kråkmo      | 11          | 0           | 0           | 0           | 2                 | 0                 | 0                 | 0                 | 13       | 0      | 0           | 0          |
| P. Kristiansen | 27          | 0           | 0           | 0           | 3                 | 0                 | 0                 | 0                 | 30       | 0      | 0           | 0          |
| E. Mæland      | 11          | 2           | 0           | 0           | 0                 | 0                 | 0                 | 0                 | 11       | 2      | 0           | 0          |
| P. Kristiansen | 27          | 0           | 0           | 0           | 3                 | 0                 | 0                 | 0                 | 30       | 0      | 0           | 0          |
| J. Nilsen      | 16          | 0           | 0           | 0           | 0                 | 0                 | 0                 | 0                 | 16       | 0      | 0           | 0          |
| T. Nordberg    | 14          | 2           | 1           | 0           | 3                 | 1                 | 0                 | 0                 | 17       | 3      | 1           | 0          |
| T. Nygaard     | 27          | 0           | 0           | 0           | 3                 | 0                 | 0                 | 0                 | 30       | 0      | 0           | 0          |
| L. Øvernes     | 3           | 0           | 0           | 0           | 1                 | 0                 | 0                 | 0                 | 4        | 0      | 0           | 0          |
| C. Poźniak     | 25          | 1           | 2           | 0           | 3                 | 0                 | 0                 | 0                 | 28       | 1      | 2           | 0          |
| H. Sandvik     | 0           | 0           | 0           | 0           | 0                 | 0                 | 0                 | 0                 | 0        | 0      | 0           | 0          |
| J. Savolainen  | 0           | 0           | 0           | 0           | 0                 | 0                 | 0                 | 0                 | 0        | 0      | 0           | 0          |
| V. Skjerve     | 29          | 0           | 3           | 0           | 4                 | 0                 | 0                 | 0                 | 33       | 0      | 3           | 0          |
| A. Søderlund   | 29          | 11          | 2           | 0           | 4                 | 4                 | 0                 | 0                 | 33       | 15     | 2           | 0          |
| J. Sørensen    | 17          | 1           | 0           | 0           | 3                 | 1                 | 0                 | 0                 | 20       | 2      | 0           | 0          |
| T. Sørum       | 20          | 10          | 1           | 0           | 4                 | 3                 | 0                 | 0                 | 24       | 13     | 1           | 0          |
| A. Stave       | 0           | 0           | 0           | 0           | 1                 | 1                 | 0                 | 0                 | 1        | 1      | 0           | 0          |
| J. Steinsland  | 0           | 0           | 0           | 0           | 0                 | 0                 | 0                 | 0                 | 0        | 0      | 0           | 0          |
| A. Tronseth    | 14          | 0           | 1           | 0           | 0                 | 0                 | 0                 | 0                 | 14       | 0      | 1           | 0          |